# Алтайський осман
Алтайський осман (Oreoleuciscus) — рід середніх і великих прісноводних риб родини ялецевих (Leuciscidae), підродина Pseudaspininae, які зустрічаються лише в Монголії та прилеглих частинах Росії.

## Види
Визнано чотири види цього роду:
- Oreoleuciscus angusticephalus Bogutskaya, 2001
- Oreoleuciscus dsapchynensis Warpachowski, 1889
- Oreoleuciscus humilis Warpachowski, 1889
- Oreoleuciscus potanini (Kessler, 1879)